# Rubén Baraja
Rubén Baraja Vegas (Valladolid, 11 juli 1975) is een Spaans voetbaltrainer en voormalig voetballer. Op 14 februari 2023 werd Baraja aangesteld als hoofdtrainer van Valencia.

## Clubcarrière
Baraja begon zijn profloopbaan in 1993 bij Real Valladolid. In 1996 ging de centrale middenvelder naar Atlético Madrid. Door blessures speelde hij daar in zijn eerste jaren niet al te veel. In het seizoen 1999/2000 speelde Baraja voor het eerst een behoorlijk aantal wedstrijden voor de rojiblancos.
Atlético degradeerde echter in 2000 en Baraja vertrok naar Valencia. Daar werd hij al snel een belangrijke waarde. In 2001 was Valencia verliezend finalist in de UEFA Champions League. In de jaren die volgden won Baraja met Los Chés de landstitel (2002, 2004), de UEFA Cup (2004) en de UEFA Super Cup (2004).

## Carrière
| Seizoen | Club              | Land            | Competitie         | Wed. | Goals |
| ------- | ----------------- | --------------- | ------------------ | ---- | ----- |
| 1993/94 | Real Valladolid   | Vlag van Spanje | Segunda División A | 5    | 1     |
| 1994/95 | Real Valladolid   | Vlag van Spanje | Segunda División A | 9    | 0     |
| 1995/96 | Real Valladolid   | Vlag van Spanje | Primera División   | 27   | 1     |
| 1996/97 | Atlético Madrid B | Vlag van Spanje | Segunda División B | 22   | 1     |
| 1997/98 | Atlético Madrid B | Vlag van Spanje | Segunda División B | 32   | 8     |
| 1998/99 | Atlético Madrid   | Vlag van Spanje | Primera División   | 8    | 1     |
| 1999/00 | Atlético Madrid   | Vlag van Spanje | Primera División   | 26   | 3     |
| 2000/01 | Valencia CF       | Vlag van Spanje | Primera División   | 34   | 4     |
| 2001/02 | Valencia CF       | Vlag van Spanje | Primera División   | 17   | 7     |
| 2002/03 | Valencia CF       | Vlag van Spanje | Primera División   | 34   | 5     |
| 2003/04 | Valencia CF       | Vlag van Spanje | Primera División   | 35   | 8     |
| 2004/05 | Valencia CF       | Vlag van Spanje | Primera División   | 25   | 7     |
| 2005/06 | Valencia CF       | Vlag van Spanje | Primera División   | 31   | 4     |
| 2006/07 | Valencia CF       | Vlag van Spanje | Primera División   | 14   | 1     |
| 2007/08 | Valencia CF       | Vlag van Spanje | Primera División   | 25   | 2     |
| 2008/09 | Valencia CF       | Vlag van Spanje | Primera División   | 28   | 3     |
| 2009/10 | Valencia CF       | Vlag van Spanje | Primera División   | 18   | 0     |
| Totaal  |                   |                 |                    | 390  | 56    |

## Interlandcarrière
Baraja speelde 43 keer voor het Spaans voetbalelftal, met wie hij deelnam aan het WK 2002 en Euro 2004. Hij maakte zijn debuut voor de nationale ploeg op zaterdag 7 oktober 2000 in de WK-kwalificatiewedstrijd tegen Israël, die met 2-0 werd gewonnen. Baraja viel in dat duel na 31 minuten in voor Gerard López, die het openingsdoelpunt voor zijn rekening had genomen.

## Erelijst
Valencia CF
- Primera División: 2001/02, 2003/04
- Copa del Rey: 2007/08
- UEFA Cup: 2003/04
- UEFA Super Cup: 2004

1 Casillas ·
2 Torres ·
3 Juanfran ·
4 Helguera ·
5 Puyol ·
6 Hierro  ·
7 Raúl ·
8 Baraja ·
9 Morientes ·
10 Tristán ·
11 De Pedro ·
12 Luque ·
13 Ricardo ·
14 Albelda ·
15 Romero ·
16 Mendieta ·
17 Valerón ·
18 Sergio ·
19 Xavi ·
20 Nadal ·
21 Enrique ·
22 Joaquín ·
23 Contreras ·
Coach: Camacho
1 Cañizares ·
2 Capdevila ·
3 Marchena ·
4 Albelda ·
5 Puyol ·
6 Helguera ·
7 Raúl  ·
8 Baraja ·
9 Torres ·
10 Morientes ·
11 Luque ·
12 Gabri ·
13 Aranzubia ·
14 Vicente ·
15 Bravo ·
16 Alonso ·
17 Etxeberria ·
18 César ·
19 Joaquín ·
20 Xavi ·
21 Valerón ·
22 Juanito ·
23 Casillas ·
Coach: Sáez